# Національні меншини в Україні
Національними меншинами в Україні є групи громадян України, які не є українцями за національністю, виявляють почуття національного самоусвідомлення та спільності між собою.

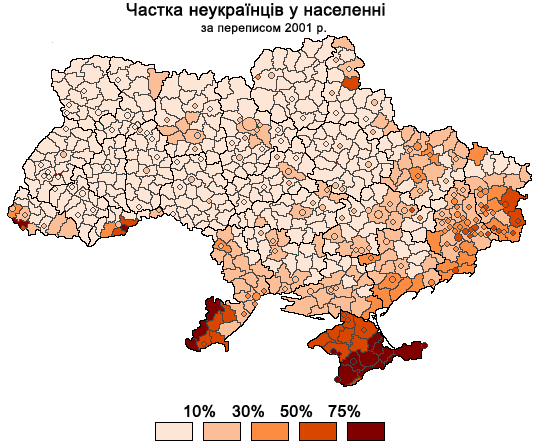
Частка етнічних меншин у населенні (2001 р.)

У національному складі населення України переважають українці. Їхня чисельність становить 37 млн.699 тис. 546 осіб, або 77,8 % від загальної кількості населення. За даними останнього перепису населення (2001 р.), національні (етнічні) меншини в Україні становили 10 млн 757 тис. 456 чол., або 22.2 % від усіх жителів. В Україні живуть представники понад 100 націй. Найчисельнішими з них є росіяни, євреї, білоруси, молдовани, болгари, поляки, угорці, румуни, греки, татари, вірмени, роми та ін.

Національний склад населення України за переписом 2001 року:
українці
росіяни
інші національності
білоруси
молдовани
кримські татари
болгари
угорці
румуни
поляки
євреї
вірмени
греки
німці
інші національності

За особливостями динаміки кількості населення національні меншини в Україні в другій половині XX ст. можна віднести до трьох груп:
1. меншини, в яких кількість населення збільшувалась (росіяни, білоруси, румуни, вірмени, роми, німці, азербайджанці, грузини, узбеки, корейці, турки, лезгини, туркмени, аварці);
2. меншини, в яких кількість населення утримувалась майже на одному рівні (молдовани, болгари, угорці, греки, татари, гагаузи, литовці, казахи, словаки, марійці, осетини, таджики, естонці, комі, албанці, киргизи, комі-перм'яки, карели, чеченці, даргинці, араби, фіни, лакці, абхази, кабардинці, табасарани);
3. меншини, в яких кількість населення зменшилась (євреї, поляки, чехи, башкири, латиші). За даними останнього перепису населення вдалось виявити особливості розселення кожної національної меншини в Україні.

Найбільша етнічна меншина в Україні — росіяни. Їхня кількість становить 8334,1 тисяч осіб і становить 17,3 %.
Кожна з інших етнічних меншин становить менше 1 % від загальної кількості населення, серед них виділяються білоруси (0,6 %), молдовани (0,5 %), кримські татари (0,5 %), болгари (0,4 %), угорці (0,3 %), румуни (0,3 %), поляки (0,3 %), євреї (0,2 %), вірмени (0,2 %), греки (0,2 %), роми (0,1 %), грузини (0,1 %), німці (0,1%), гагаузи (0,1 %) та ін.
В Україні розселення етносів має виразну регіональну визначеність. Центральна й Північно-Західна Україна є історично основними регіонами розселення українського етносу, який найменше «розбавлений» іншими етносами. Найбільша частка українців у населенні Тернопільської (96,8 %) та Волинської (94,6 %) областей, найнижча — в АР Крим (25,8 %), Луганській (51,9 %), Донецькій (50,9 %), Одеській (54,6 %) областях.

### Росіяни
Перше місце серед національних меншин в Україні за чисельністю представників займають росіяни — 8.3 млн осіб, або 17.3 % від загальної кількості населення. Їхня чисельність постійно збільшувалась до 1989 р. (за переписом 1926 р. росіян в Україні налічувалось лише 3.2 млн осіб, однак станом на 1970 рік їх вже налічувалось 9,1 млн осіб, що свідчить про цілеспрямовану  русифікацію та оросіянення областей України).
Росіяни належать до давніх жителів України. Селитися на українській землі вони почали ще з XV ст. Багато їх поселилось на Слобідській Україні у XVI—XVII ст., а у XVIII ст.  — на узбережжі Чорного та Азовського морів. Наприкінці XIX і на початку XX ст., внаслідок бурхливого розвитку промисловості у Придніпров'ї, Донбасі в ці райони переселилась велика кількість російських робітників. Значна їхня частина залишилась на постійне проживання в цих місцевостях. Чимало росіян пересилилося в Україну після жовтневого перевороту 1917 р., в роки радянських п'ятирічок. Так, з 1926 по 1970 рр. російське населення в Донбасі та Придніпров'ї збільшилось у 2,9 раза. В 1959—1965 рр. імміграція в Україну досягла близько 3 млн осіб, переважно росіян. З ініціативи союзних відомств у 80-90-х роках відбувався процес масового переселення росіян в Україну. Внаслідок цього суттєво збільшилось населення областей Подніпров'я, Донбасу, Одещини, Криму та інших регіонів України. Донецька, Дніпропетровська, Одеська, Миколаївська області та Крим  — це ті регіони, куди впродовж століть відбувалось переселення людей з Росії.
Особливістю розселення росіян в Україні є те, що вони нерівномірно розміщені у її регіонах. За часткою росіян у загальній кількості населення у державі виділяються Донецька область (22 %), АР Крим (14.1 %), Луганська (11.8 %), Харківська (8.8 %), Дніпропетровська (7.5 %), Одеська (6.1 %), Запорізька (5.8 %), Миколаївська (2.1 %), Херсонська (2.0 %) області та м. Київ (4.0 %). Нижче 2-ох відсотків росіян від загальної їх кількості проживають у Львівській, Сумській, Полтавській, Київській, Кіровоградській, Черкаській, Житомирській та Вінницькій областях. В кожному з решти регіонів проживає менше 1 % росіян (Волинська, Закарпатська, Івано-Франківська, Рівненська, Тернопільська, Хмельницька, Чернівецька, Чернігівська області).
Другою особливістю розселення росіян є те, що в регіонах, де проживає значна їхня кількість (про що вказано вище), вони займають значну питому частку в загальній кількості населення. В межах України високою є частка росіян серед всього населення в АР Крим (58.3 %), Луганській (39.0 %), Донецькій (38.2 %), Харківській (25.6 %), Запорізькій (24.7 %), Одеській (20.7 %), Дніпропетровській (17.6 %), Херсонській (14.1 %) областях, у м. Києві (13.1 %).
Ще однією особливістю розселення росіян в Україні є те, що значна більшість із них проживає в містах (в 1989 р.  — 87.6 %), міських поселеннях індустріальних областей (Донецької, Луганської, Дніпропетровської) та областей Західного регіону (Волинської, Івано-Франківської, Львівської, Рівненської, Тернопільської). В 13 областях відсоток росіян, що проживає в міських поселеннях, коливається від 80 до 90 %. В 4-х регіонах (АР Крим, Кіровоградська, Сумська, Херсонська області) цей показник становить від 70 до 80 %.

### Білоруси

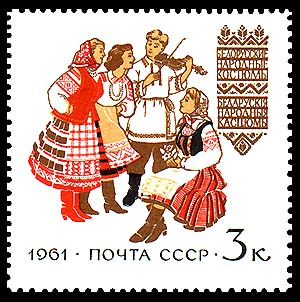
Національний одяг білорусів на поштовій марці СРСР 1961 р.

Білоруси  — друга за кількістю громадян меншина в Україні. Її чисельність постійно зростає. В 2001 р. їх кількість становила понад 275.8 тис., близько 80 % з них проживало в міських поселеннях. Білоруси з давніх-давен селилися в Україні, спочатку — в її північних районах, а в XVIII—XIX ст.  — на сході та півдні. Багато з них тепер проживає на сході та на півдні України (Донецька, Луганська, Харківська, Одеська, Миколаївська, Херсонська, Дніпропетровська області та АР Крим). Тут відсоток білорусів від їх загальної кількості в країні коливається від 16.1 % (Донецька обл.) до 2.9 % (Херсонська обл.). Майже 70 % білорусів проживає у сільській місцевості Рівненської області.

### Євреї

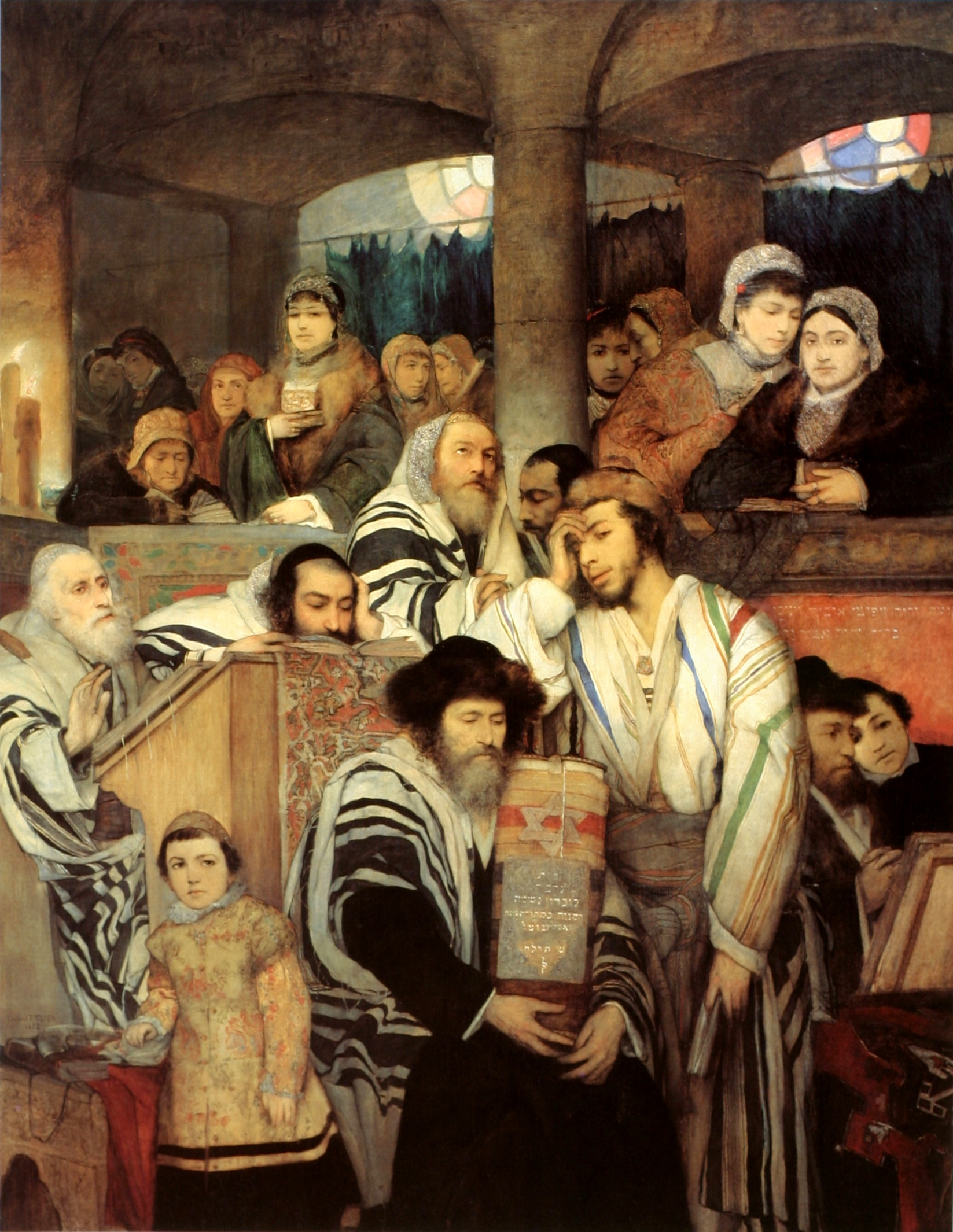
Євреї Східної Європи, що моляться в синагозі (1878).

Значне місце серед національних меншин в Україні посідають євреї. Їх чисельність постійно скорочується: якщо в 1926 р. в Україні проживало 2.7 млн громадян єврейської національності, то 1989 р.  — 486.3 тис. осіб, а в 2001 р.  — 103.6 тис. осіб. Зменшення кількості громадян цієї національності пов'язано із масовим знищенням їх окупаційною німецькою владою в роки Другої світової війни та їх еміграцією до Ізраїлю й в інші країни.
Євреї з'явилися в Україні ще за часів Київської Русі. Прибули вони з кримських і грецьких колоній та хозарських областей. В XV—XVI ст. чимало євреїв пересилилося в Україну з Польщі. На території Російської імперії євреям дозволяли проживати лише у містах і невеликих містечках, де вони у багатьох випадках кількісно переважали населення інших етнічних груп. Особливо багато євреїв було у міських поселеннях Волині, Галичини і Поділля.
У свій час царський уряд встановив так звану лінію осілості, східніше від якої постійне проживання євреїв заборонялося. В Україні ця межа проходила вздовж Дніпра з деяким відхиленням на схід (Брянськ —Полтава —Луганськ —Маріуполь). У зв'язку з цим багато євреїв «вихрещувались», тобто міняли віру з юдейської на християнську, змінювали прізвища на «благозвучніші» (з'явилися Гольдейберги, Зільбери та ін. у австро-угорській частині чи Золотарьови, Лебединські, Цвєтови, Зоріни, Серебрянські і таке інше  — в підросійській частині України).
Незважаючи на національні утиски царського та австро-угорського режимів, євреї до часу встановлення радянської влади займали міцні економічні позиції. У «смузі осілості» понад 40 % з них займались торгівлею, приблизно одна третина була зв'язана з промисловим виробництвом, 5 % перебували на державній службі та займались «вільними професіями» (лікарі, юристи, літератори), 3-4 % працювали у сільському господарстві.
До жовтневого перевороту 1917 р. в Російській імперії євреїв не допускали до політичної діяльності. Царський уряд підтримував єврейські погроми і розгнузданий антисемітизм (юдофобство).
У результаті радянських репресій у західній Україні (1939—1941 рр.), та внаслідок тотального винищення євреїв німецькими нацистами у роки Другої світової війни корінні євреї в Україні майже повністю зникли.
Сучасне розселення євреїв в Україні характеризують матеріали Всеукраїнського перепису населення 2001 року. Зараз 99.2 % усіх євреїв проживає у міських поселеннях України і тільки 0.8 % — у сільській місцевості. Найбільша кількість євреїв проживала в м. Києві (17.2 % від їх загальної кількості), Одеській (12.8 %), Дніпропетровській (13.2 %), Харківській (11.1 %), Донецькій (8.4 %), Вінницькій (2.8 %), Житомирській (2.5 %), Чернівецькій (1.3 %) областях, АР Крим (4.3 %). Значно менша їх кількість проживає в Запорізькій, Львівській, Миколаївській, Хмельницькій, Луганській, Херсонській, Київській, Полтавській та Черкаській областях. Зараз в Україні працює товариство єврейської культури, відновлюються єврейські національні школи, синагоги, видаються газети мовою ідиш.

### Поляки

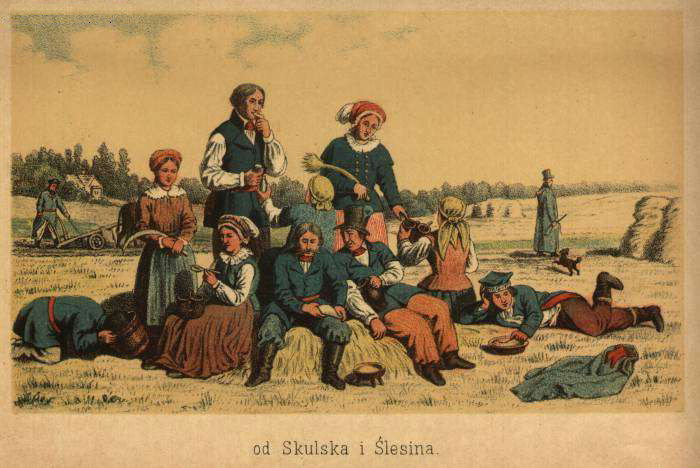
Польські селяни. Листівка 1881 року.

Поляки  — одна з найдавніших національних меншин України. Вони селилися на українських землях ще з княжих часів. Друга хвиля припливу поляків в Україну почалася після розпаду Галицько-Волинської держави та окупації Польщею Галичини, Західного Поділля. Колонізація поляками Лівобережної України розпочалася наприкінці XVI  — на початку XVII ст.
В 20-х роках XX століття у зв'язку з жовтневим переворотом та громадянською війною багато поляків, особливо великих землевласників та інтелігентів, повернулися до відродженої Польської держави. Чимало їх виїхало з України після Другої світової війни внаслідок репатріації з західноукраїнських земель.
За переписом населення 2001 року в Україні проживало 144.1 тис. поляків. Із післявоєнних переписів населення видно, що їх загальна чисельність в Україні постійно скорочується.
Особливістю сучасного розселення поляків в Україні є те, що найбільше їх проживає в областях давньої осілості  — на Волині, Поділлі, в Галичині, зокрема в Житомирській, Хмельницькій, Львівській областях і в м. Києві (65.5 % від загальної кількості по Україні), а також у Вінницькій, Тернопільській, Донецькій, Одеській, Дніпропетровській, Київській, Чернівецькій, Івано-Франківській областях та АР Крим. На сучасному етапі переважна більшість їх проживає в міських поселеннях.
В Україні працює Польське культурно-освітнє товариство, Польські школи у Львові, факультативи для вивчення польської мови у Вінниці, Житомирі, Києві. У Львові виходить «Gazeta Lwowska».

### Кримські татари

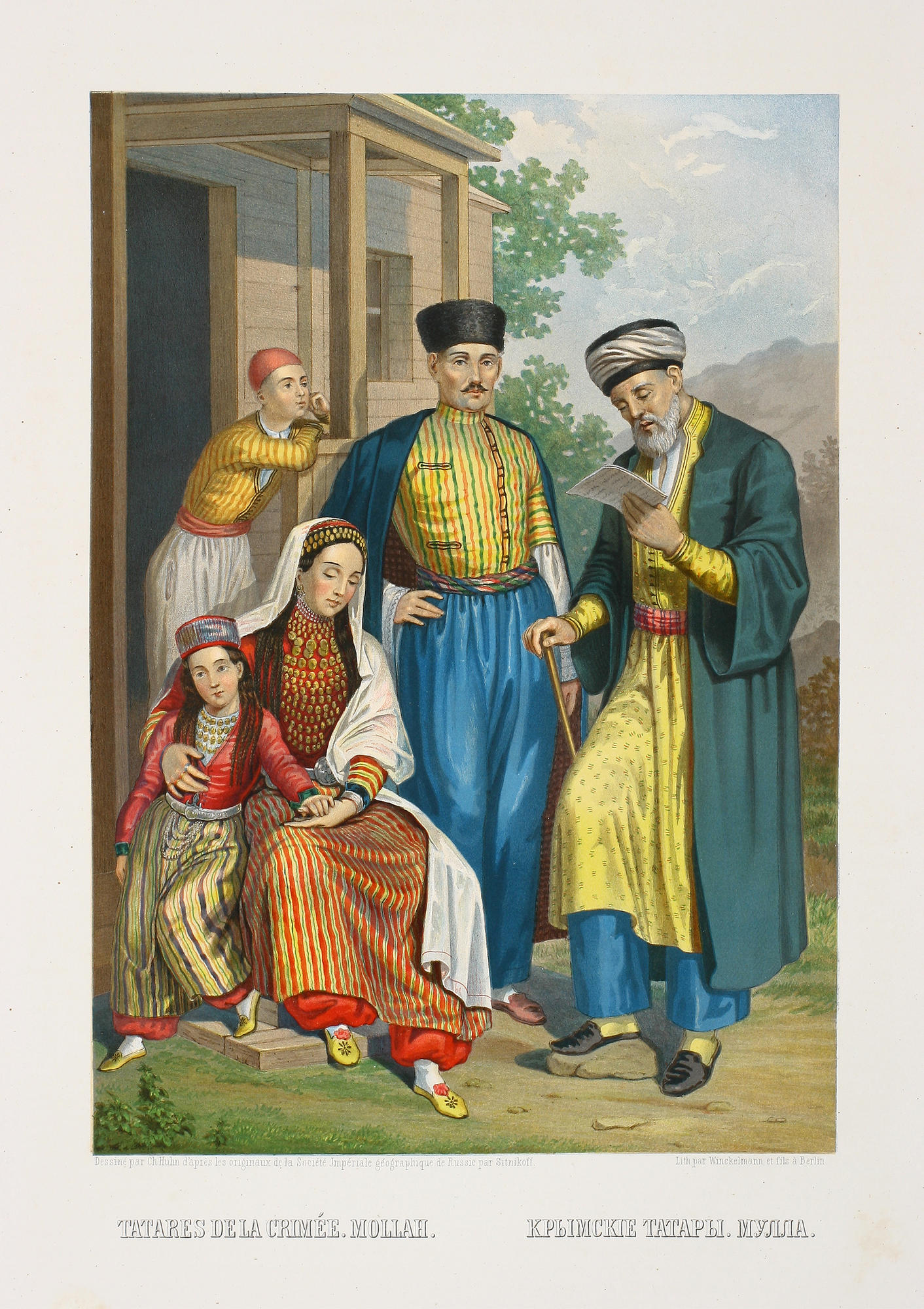
Національний одяг кримських татар

Кримські татари  — давні жителі Криму, корінна національна меншина України. Вони з'явились у ХІІІ ст. на території Криму внаслідок набігів монголів, з XV століття вони утворили Кримське ханство, яке спочатку було васалом Османської імперії, а з XVIII століття увійшло до складу Російської імперії. Багато кримських татар у XVII—XIX ст. емігрувало до Османської імперії, Болгарії, Румунського королівства від переслідувань царського уряду. А в 1944 р. згідно з рішенням Державного комітету оборони тодішнього Союзу РСР кримські татари були депортовані з півострова за межі України. Приводом для депортації стало звинувачення кримських татар у колабораціонізмі з гітлерівцями. Було переселено 44 тис. сімей (близько 191 тис. осіб). На їх місце масово завезено росіян з Росії. Кримські татари в умовах незалежної України почали повертатись на свою історичну батьківщину, уряд України виділив значні кошти на їх переселення, будівництво житла тощо.
За переписом 1989 р. в Україні проживало 46.8 тис. кримських татар, а 2001 р.  — 248.2 тис. осіб. На території АР Крим їх проживало (98.0 %), значно менше в Запорізькій та Херсонській областях. Особливістю сучасного розселення кримських татар на території АР Крим є те, що понад 75 % з них проживає у сільській місцевості. В межах Запорізької та Херсонської областей ця частка становить понад 70 %.
Практично всі кримські татари-репатріанти поселилися у Криму на своїй історичній батьківщині. Причому зростання чисельності кримських татар в Україні супроводжується збільшенням чисельності інших тюркомовних народів.

### Німці

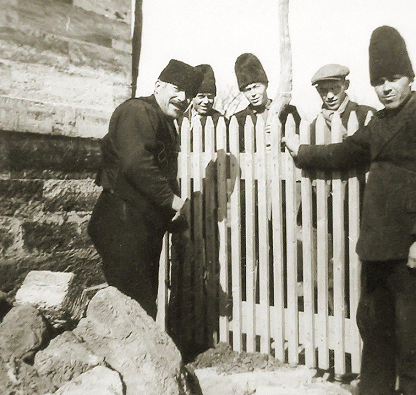
Бесарабські німці у типовому для них убранні. Фотографія 1935 року.

Поселення німців в Україні має свою історію. Так, перші сільські німецькі поселення з'явились на початку XVIII ст. на Закарпатті (поблизу Мукачевого та Сваляви), а згодом в Галичині, Буковині, на півдні Волині. На західноукраїнські землі німці прибували в міста, створювали свої колонії в сільській місцевості.
В другій половині XVIII ст. німці при сприянні царського уряду селилися в Степовій Україні, зокрема в Запорізькій, Миколаївській, Херсонській та Одеській областях, Криму.
В післявоєнні роки та в час війни значна частина німців з Східної України була депортована в східні райони колишнього Союзу РСР. З центральної та західної частини німці переїхали в 1943 р. до Німеччини (до 350 тис. осіб).
Депортовані на схід німці частково повертаються в Україну після здобуття нею незалежності. Але внаслідок невиконання програми переселення, багато німців, що повернулися, виїхали до Німеччини. Зараз в Україні налічується 33.3 тис. німців.
Зараз німці проживають у 18-ти областях та АР Крим. Найбільша їх частка зосереджена на території Дніпропетровської (16.9 %), Донецької (16.7 %), Одеської (9.4 %), Закарпатської (9.2 %), Запорізької (6.2 %), Луганської (5.2 %) областей, АР Крим (6.2 %). Значно менша кількість німців проживає в межах Харківської, Херсонської, Миколаївської, Житомирської областей, в м. Києві. Понад 50 % німців України проживають в Причорномор'ї та Приазов'ї.

### Румуни і Молдовани

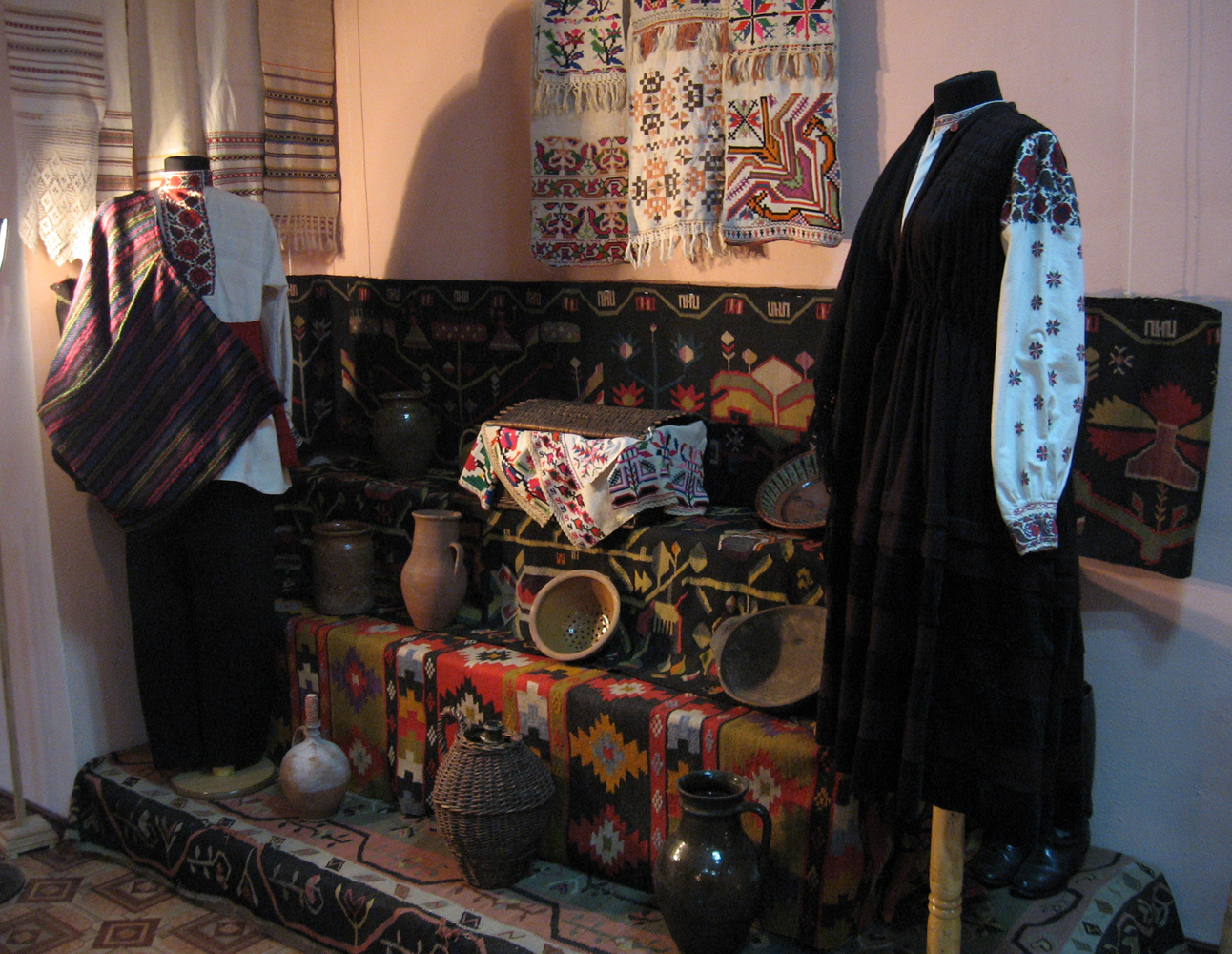
Предмети традиційної культури українських румун (молдаван). Одеський музей Степової України

В Україні проживає 258.6 тис. молдован. Чимало їх осіло тут у XVI—XVII ст., коли молдовські кріпаки, рятуючись від османського гноблення, цілими сім'ями переселялись в Україну. За післявоєнний період їх чисельність в Україні постійно зростає. За даними перепису населення 2001 року, понад 70 % їх проживало на території Одеської та Чернівецької областей, значно менше — в Донецькій, Кіровоградській, Дніпропетровській, Луганській областях та в АР Крим. Понад 6 % молдован проживало в Херсонській, Харківській, Запорізькій та Вінницькій областях та в м. Києві. Особливістю сучасного розселення молдован в Україні є те, що в переважній більшості представники названої національної меншини проживають у сільській місцевості, найбільше в Одеській та Чернівецькій, значна кількість — у селах Кіровоградської, Харківської, Миколаївської, Полтавської, Херсонської, Черкаської областей. Тільки в таких індустріальних областях, як Дніпропетровська, Донецька, Луганська, Запорізька та АР Крим, більшість молдован проживає в міських поселеннях.

### Болгари

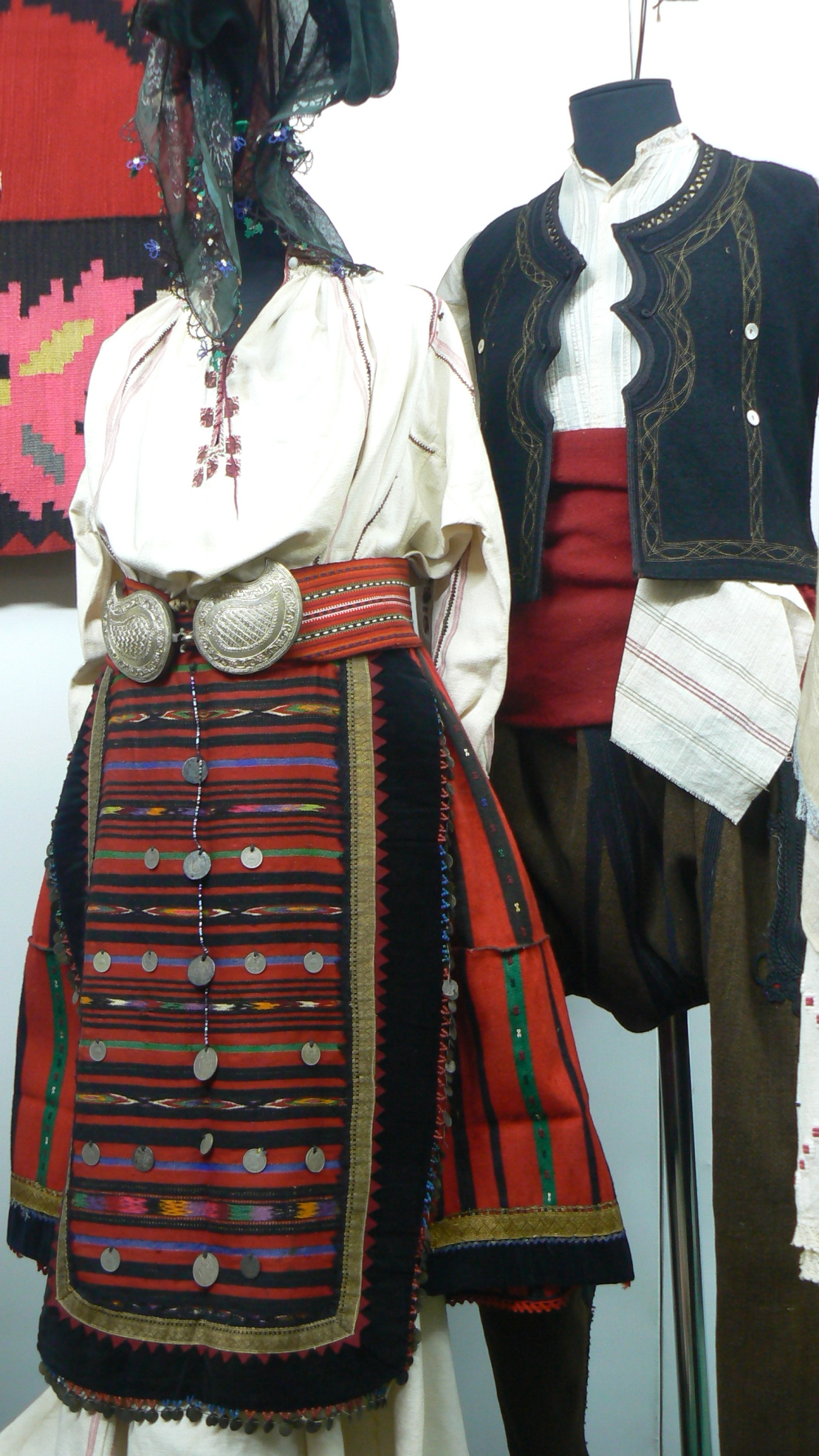
Болгарський національний одяг

Болгари (204.6 тис. осіб) проживають в Україні в переважній більшості (87.1 %) компактно на території Одеської і Запорізької областей. В незначній кількості вони є і в Донецькій, Миколаївській, Кіровоградській, Дніпропетровській, Луганській областях. Болгарські колонії з'явились на півдні України в другій половині XVIII ст. під час боснійсько-турецької війни. Болгари в Україні — переважно сільські жителі. Як і інші національні меншини, вони користуються всіма правами, гарантованими їм Конституцією України. Болгарською мовою видаються газети, ведеться радіомовлення, підготовка вчителів тощо.

### Угорці

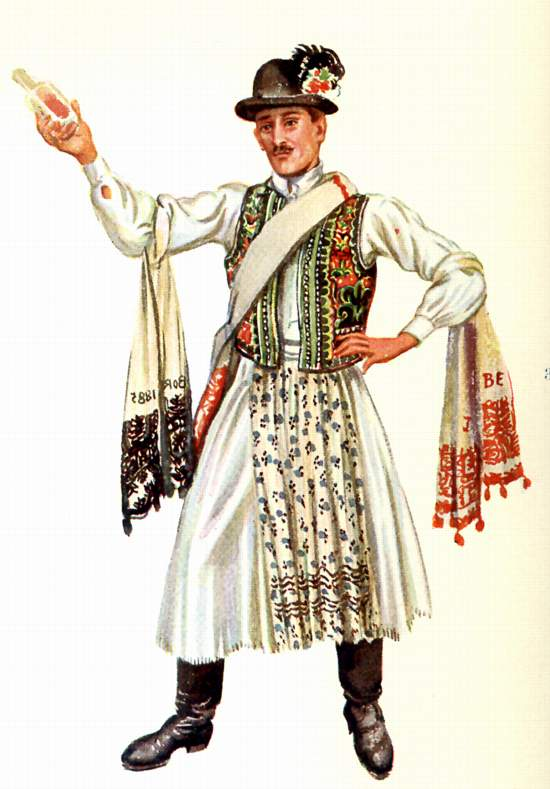
Угорець в національному одязі

Угорці (понад 156.6 тис. осіб) проживають переважно на території двох областей України  — Закарпатської (96.7 %) і Дніпропетровської (0.5 %), в основному в сільській місцевості. Племена угрів з'явились на території України під час переселення їх у Придунайську низину в ІХ столітті. Теперішні райони Закарпатської області угорські королі і феодали захопили пізніше, витіснивши слов'янське населення ближче до гір. Особливо велика хвиля угорської колонізації Закарпаття відбулася після спустошливих монгольських набігів у ХІІІ ст., а пізніше  — в результаті захоплення Угорщини Османською імперією.
В місцях компактного проживання угорців діють дитячі заклади, школи з угорською мовою викладання, видаються газети, ведуться теле- і радіопередачі угорською мовою, розвивається художня самодіяльність.

## Забезпечення прав національних меншин
Представники народів та національних груп обираються на рівних правах до органів державної влади всіх рівнів, займають будь-які посади в органах управління, на підприємствах, в установах та організаціях.
Дискримінація за національною ознакою забороняється й карається за законом.
Українська держава гарантує всім національностям право на збереження їх традиційного розселення і забезпечує існування національно-адміністративних одиниць, бере на себе обов'язок створювати належні умови для розвитку всіх національних мов і культур.
Усім громадянам України кожної національності гарантується право сповідувати свою релігію, використовувати свою національну символіку, відзначати свої національні свята, брати участь у традиційних обрядах своїх народів. Українська держава гарантує всім національностям право створювати свої культурні центри, товариства, земляцтва, об'єднання. Ці організації можуть здійснювати діяльність, спрямовану на розвиток національної культури, проводити в установленому законом порядку масові заходи, сприяти створенню національних газет, журналів, видавництв, музеїв, художніх колективів, театрів, кіностудій.
Носієм суверенітету і єдиним джерелом влади в Україні є народ. Він здійснює владу безпосередньо і через органи державної (законодавчої, виконавчої і судової) влади та органи місцевого самоврядування.
Ніхто не може узурпувати державну владу. Влада народу здійснюється передусім шляхом видання законів, які є виразом загальної волі. Тому всі громадяни мають право брати участь у створенні законів особисто або через своїх представників. Своє право на безпосереднє здійснення влади громадяни України можуть реалізувати переважно під час виборів та референдумів. Реалізовуючи етнонаціональну політику, українська держава гарантує повагу й рівноправну участь осіб, які належать до різних етнічних спільнот, в усіх сферах життя українського суспільства та допомагає їм в усуненні будь-яких перешкод на цьому шляху.
Українське законодавче поле та Конституція України дозволяють забезпечити всі основні права та свободи національних меншин. Право на існування, використання здобутків культур та використання мов (у тому числі в здобутті освіти) гарантовані статтями 10, 11, 22, 53 і 119 Конституції, Законами «Про мови», «Про національні меншини». Право на представництво частково гарантоване ст. 14 Закону «Про національні меншини» та ст. 22 Конституції щодо недопущення звуження форм та обсягу існуючих прав та свобод.
Рамкова конвенція про захист національних меншин була ратифікована Верховна Рада України у грудні 1997 року. Відповідно до Конституції України, вона стала частиною національного законодавства. Наступним кроком до запровадження міжнародних стандартів у сфері забезпечення прав національних меншин має стати ратифікація Європейської хартії регіональних мов або мов меншин, законопроєкт якої вже поданий на розгляд до Верховної Ради України.
Статті, присвячені захисту прав нацменшин, стали невід'ємними атрибутами усіх договорів про добросусідство, дружні відносини та співробітництво, укладених Україною з державами-сусідами.

## Етнонаціональна політика
Національні меншини беруть активну участь у державотворчих процесах в Україні. Етнічні росіяни обіймають понад 20 % високих посад в українській політиці та на державній службі, що відповідає відсотку російського населення в Україні. Для посилення взаємодії громадських організацій національних меншин з органами центральної виконавчої влади та місцевого самоврядування у 2000 році було створено Раду представників громадських організацій національних меншин при Президентові України.
Українська держава активно сприяє задоволенню етнокультурних потреб національних меншин: відродженню їхніх звичаїв і традицій, всебічному розвитку мови й освіти, аматорського та професійного мистецтва, охороні та збереженню пам'яток історії та культури, заснуванню періодичних видань.
Два мільйони дітей навчаються в Україні мовами національних меншин. Україна є однією з небагатьох держав, де представникам нацменшин надано можливість здобувати повну середню освіту з усіх предметів рідною мовою (як правило, в європейських країнах національні меншини навчаються лише рідної мови, історії та культури). За даними Міністерства освіти і науки, нині у державі діють 1880 шкіл з російською мовою навчання, 94 — з румунською, 69 — з угорською, 12 — з кримськотатарською, 4 — з польською, 9 — з молдовською, а також 2242 школи з двома і більше мовами викладання. У тих випадках, коли представники нацменшин не проживають компактно, для п'яти і більше дітей дозволяється відкривати в звичайних школах спецкласи.
|         | Українська | Російська | Румунська | Угорська | Молдовська | Кримськотатарська | Польська |
| ------- | ---------- | --------- | --------- | -------- | ---------- | ----------------- | -------- |
| Всього  | 75,05 %    | 23,89 %   | 0,47 %    | 0,35 %   | 0,11 %     | 0,10 %            | 0,02 %   |
| 1 клас  | 81,04 %    | 17,78 %   | 0,54 %    | 0,37 %   | 0,11 %     | 0,12 %            | 0,03 %   |
| 2 клас  | 79,95 %    | 18,87 %   | 0,52 %    | 0,39 %   | 0,11 %     | 0,13 %            | 0,03 %   |
| 3 клас  | 78,26 %    | 20,63 %   | 0,53 %    | 0,32 %   | 0,10 %     | 0,13 %            | 0,03 %   |
| 4 клас  | 86,30 %    | 12,22 %   | 0,58 %    | 0,62 %   | 0,21 %     | 0,04 %            | 0,04 %   |
| 5 клас  | 76,21 %    | 22,17 %   | 0,51 %    | 0,36 %   | 0,13 %     | 0,09 %            | 0,03 %   |
| 6 клас  | 75,73 %    | 23,28 %   | 0,39 %    | 0,36 %   | 0,12 %     | 0,08 %            | 0,02 %   |
| 7 клас  | 74,09 %    | 24,90 %   | 0,45 %    | 0,34 %   | 0,10 %     | 0,09 %            | 0,02 %   |
| 8 клас  | 72,81 %    | 26,16 %   | 0,49 %    | 0,32 %   | 0,10 %     | 0,09 %            | 0,02 %   |
| 9 клас  | 69,23 %    | 29,83 %   | 0,43 %    | 0,31 %   | 0,09 %     | 0,09 %            | 0,01 %   |
| 10 клас | 69,25 %    | 29,81 %   | 0,44 %    | 0,25 %   | 0,09 %     | 0,14 %            | 0,02 %   |
| 11 клас | 68,51 %    | 30,64 %   | 0,36 %    | 0,26 %   | 0,10 %     | 0,11 %            | 0,02 %   |

Задоволенню інформаційних потреб сприяють 169 видань, які виходять мовами національних меншин, з них 46 мають загальнодержавну сферу розповсюдження. Додатками до парламентської газети «Голос України» виходять для болгар — «Роден край», поляків — «Дзєннік Кійовскі», румунів — «Конкордія», вірмен — «Арагац», євреїв — «Єврейські вісті», для кримських татар — «Голос Крыма». Національно-культурні товариства є також засновниками спільних періодичних видань — «Наша Батьківщина» та «Форум націй».
На сьогодні в Україні діє близько 800 громадських товариств національних меншин, понад 30 з яких мають всеукраїнський статус. Такі всеукраїнські громадські об'єднання, як Асоціація національно-культурних об'єднань України, Українське товариство російської культури «Русь», Єврейська Рада України, Асоціація корейців України, Асоціація єврейських організацій і громад України, Спілка поляків України, Демократична спілка угорців України, Всеукраїнське національне культурно-просвітницьке товариство «Русское собрание», Федерація грецьких організацій в Україні, Асоціація болгарських національно-культурних товариств, накопичили значний досвід суспільної діяльності, спільно з органами виконавчої влади здійснюють заходи, спрямовані на задоволення етнокультурних потреб представників своєї національності.
Держава організаційно й фінансово сприяє відзначенню днів культури національних меншин, пам'ятних дат, релігійних та обрядових свят. Щороку проводяться культурно-мистецькі акції: Форум національних культур «Усі ми діти твої, Україно!», Всеукраїнський фестиваль «Ми — українські», Міжнародний ромський фестиваль «Амала», численні обласні фестивалі румунської, угорської, польської, корейської, молдовської та грецької культур, що здобули визнання не лише в Україні, але й за її межами.
Така державна політика у сфері національних меншин успішно сприяє міжетнічній взаємодії та консолідації українського суспільства. Спільно з українцями національні меншини будують незалежну та демократичну державу.
Побудова в Україні правової держави пов'язана, зокрема, з необхідністю урахування національно-етнічного чинника у правовому регулюванні, оскільки її обов'язковою ознакою є реальне правове забезпечення та захист прав не лише особи, а й окремих національно-етнічних спільнот. Правовий статус національних меншин в Україні регулює Конституція України, Закон України «Про національні меншини в Україні» від 25 червня 1992 року, прийняті на їх підставі інші законодавчі акти, а також міжнародні договори України.
Згідно зі ст.11 Конституції України держава сприяє розвиткові етнічної, культурної, мовної та релігійної самобутності всіх корінних народів і національних меншин України. Відповідно до ст.53 Конституції України громадянам, які належать до національних меншин, відповідно до закону гарантується право на навчання рідною мовою чи на вивчення рідної мови у державних і комунальних навчальних закладах або через національні культурні товариства. Якщо міжнародним договором України встановлено інші положення ніж ті, які містяться в законодавстві України про національні меншини, то застосовуються положення міжнародного договору.
Правовий статус (лат. status — становище) — це сукупність прав і обов'язків фізичних та юридичних осіб. Під правовим статусом національних меншин в Україні розуміють гарантований державою, врегульований її законодавством стан громадян України, які не є за національністю українцями, що забезпечує рівність їх прав і свобод, можливість вільного користування своїми національними надбаннями в усіх галузях суспільних відносин.
Відповідно до Закону України Про національні меншини в Україні до національних меншин належать групи громадян України, які не є українцями за національністю, виявляють почуття національного самоусвідомлення та спільності між собою.
Актуальність даного питання в Україні характеризується наявністю конфліктних ситуацією з національними меншинами. Наприклад, татарським населенням в Криму.
В. П. Колісник визначає, що до складу конституційно-правового статусу національних меншин входять такі основні елементи (компоненти) або складові частини: а) принципи правового статусу національних меншин; б) основні права національних меншин; в) основні обов'язки національних меншин; г) гарантії реалізації прав національних меншин.
До головних елементів механізму реалізації прав національних меншин віднесено:
- систему вітчизняних законодавчих актів, які закріплюють правовий статус національних меншин;
- систему міжнародно-правових документів стосовно статусу національних меншин, підписаних і ратифікованих Україною;
- правові акти державних органів виконавчої влади, спрямовані на забезпечення національної самобутності та задоволення національно-культурних потреб представників різних національних меншин;
- державні органи загальної та спеціальної компетенції, які безпосередньо займаються проблемами розвитку національних меншин, здійснюють контроль за дотриманням чинного законодавства в сфері міжнаціональних відносин та національно-культурного розвитку;
- систему громадських організацій і рухів, покликаних сприяти задоволенню національно-культурних потреб національних меншин;
- цільові програми національно-культурного відродження націй і народностей;
- спеціальні фонди розвитку національних меншин.

Проблеми регулювання етнонаціонального розвитку, вироблення оптимальних моделей міжетнічної взаємодії, запобігання конфліктогенним ситуаціям актуальні для багатьох країн. Протягом тривалого часу уряди цих країн шукають шляхів законодавчого супроводу етнонаціонального розвитку. Зокрема, дані проблеми існують в багатьох державах Європи, в тому числі Франції, Англії та ін.
Досвід зарубіжних країн слід розглядати у двох контекстах:
- формування теоретико-концептуальних засад розвитку поліетнічного суспільства, які є основою для вибудови політико-правового поля (законодавчої бази) вирішення етнічних проблем, котрі супроводжують суспільні процеси у країнах з поліетнічним складом населення;
- конкретної практики вирішення тих чи тих проблем у конкретних історичних умовах.

Отже, права національних меншин є невід'ємною складовою прав людини. Потреба належного забезпечення прав національних меншин та надання їм відповідного правового статусу, сприймається як необхідність міжнародною спільнотою. Вдосконалення чинного законодавства Україні щодо правового статусу національних меншин потребує врахування законодавства та практики іноземних держав.

## Національний склад в картах
|                                                                     |  |                                                                    |  |                                                                  |  |                                                                  |  |
| Частка українців за областями України (перепис населення 2001 року) |  | Частка українців у районах та містах (перепис населення 2001 року) |  | Зміна чисельності росіян за період між переписами 1959 —1989 рр. |  | Зміна чисельності росіян за період між переписами 1989 —2001 рр. |  |

## Перепис населення 1897 р
|          |       |         |
| Українці | Євреї | Росіяни |

|        |       |        |
| Поляки | Німці | Румуни |

|          |       |         |
| Українці | Євреї | Росіяни |

## Сім етнографічних чудес України
Список семи етнографічних чудес України був запропонований у статті Української Правди — Життя у травні 2014 року.
До списку чудес увійшли:
- Сибірські голендри
- Чадецькі гуралі Буковини
- Волохи Закарпаття
- Тюркські мови України
- Російські старообрядці України
- Албанці Буджаку та Приазов'я
- Шведсько-бойківське село Зміївка на Херсонщині